# David Milne (Bogenschütze)
David Campbell Milne (* 29. Januar 1939) ist ein ehemaliger simbabwischer Bogenschütze.

## Karriere
David Milne nahm an den Olympischen Spielen 1980 teil. Im Einzelwettkampf belegte er den 34. Platz.